# Yankee Hotel Foxtrot
Yankee Hotel Foxtrot is het vierde album van Wilco, en is in 2002 uitgebracht door Nonesuch Records.

## Ontstaan
De totstandkoming van dit album ging gepaard met diverse problemen. Er vond een tweede wijziging plaats in de bezetting van de band met het vertrek van gitarist/toetsenist Jay Bennett. Daarnaast waren er ook zakelijke problemen. Wilco's toenmalige platenlabel Reprise Records was niet tevreden over het album dat de band bij hen had ingeleverd. Nadat de band weigerde terug te keren naar de studio ontstond er een onwerkbare situatie. Dit leidde er uiteindelijk toe dat het contract tussen Wilco en Reprise werd ontbonden en dat de groep met de mastertapes van Yankee Hotel Foxtrot op zoek mocht gaan naar een nieuw platenlabel. Dit werd uiteindelijk Nonesuch Records.
Pikant detail is dat Warner Bros. de moedermaatschappij van zowel Reprise als Nonesuch is. Uiteindelijk heeft Warner dubbel betaald voor dit album. Eerst financierde het namens Reprise de studio-opnamen en later draaide zij ook op voor de prijs die Wilco vroeg om met Nonesuch in zee te gaan.

## 9/11
Aan het album werden bijna voorspellende eigenschappen toegeschreven. Alhoewel Yankee Hotel Foxtrot werd opgenomen voor de terroristische aanslagen op het World Trade Center van 11 september 2001, trof men in en op de plaat diverse verwijzingen naar deze gebeurtenis aan. De geplande releasedatum van het album was 11 september 2001, maar werd op het laatste moment verschoven. Jeff Gordinier van Entertainment Weekly zag de torens van het WTC terug in het gebouw op de hoesfoto, dat in werkelijkheid Marina City heet en in Chicago staat. Ook hoorde men in de teksten van onder andere Jesus, Etc. en Ashes Of American Flags referenties naar de aanslagen.

## Naamgeving
De titel van de plaat is afkomstig van een opname van zogenaamde number stations, radiozenders die actief zijn op de Amerikaanse korte golf. Aan het einde van het nummer Poor Places is een opname gebruikt van een vrouwelijke stem die de woorden yankee hotel foxtrot herhaalt. Door dit fragment te gebruiken haalde Wilco zich een rechtszaak op de hals, aangezien er auteursrechten rustten op het fragment. Deze zaak werd uiteindelijk geschikt.
Sam Jones maakte over de totstandkoming van dit album de documentaire I Am Trying to Break Your Heart.

## Tracklist
1. "I Am Trying to Break Your Heart" – 6:57
2. "Kamera" – 3:29
3. "Radio Cure" – 5:08
4. "War on War" – 3:47
5. "Jesus, Etc." – 3:50
6. "Ashes of American Flags" – 4:43
7. "Heavy Metal Drummer" – 3:08
8. "I'm the Man Who Loves You" – 3:55
9. "Pot Kettle Black" – 4:00
10. "Poor Places" – 5:15
11. "Reservations" – 7:22